# Zonsverduisteringen van 2461 t/m 2470
De periode 2461 t/m 2470 bevat 23 zonsverduisteringen. Deze zijn onderverdeeld in de volgende typen:
- 6 totale
- 9 ringvormige
- 0 hybride
- 8 gedeeltelijke

## Overzicht
Onderstaand overzicht bevat alle details van deze zonsverduisteringen.
| Datum        | UTC op Max | Type         | Stijl                          | Saros nr | Magni- tude | Lengte op Max | Coördinaten op Max |
| ------------ | ---------- | ------------ | ------------------------------ | -------- | ----------- | ------------- | ------------------ |
| 11 apr. 2461 | 04:10:36   | ringvormig   | centraal                       | 146      | 0.9732      | 3m 2s         | 15.8n 120.8o       |
| 4 okt. 2461  | 09:00:22   | totaal       | centraal                       | 151      | 1.0495      | 4m 30s        | 16.5z 43.7o        |
| 31 mrt. 2462 | 06:49:44   | ringvormig   | centraal                       | 156      | 0.9302      | 8m 7s         | 31.7z 96.3o        |
| 24 sep. 2462 | 01:28:08   | totaal       | centraal                       | 161      | 1.0662      | 5m 28s        | 28.1n 171.4o       |
| 20 mrt. 2463 | 06:27:54   | gedeeltelijk |                                | 166      | 0.4410      | -             | 72.3z 179.5w       |
| 15 aug. 2463 | 07:37:35   | gedeeltelijk |                                | 133      | 0.2892      | -             | 70.8z 27.4o        |
| 13 sep. 2463 | 17:10:28   | gedeeltelijk |                                | 171      | 0.5367      | -             | 72.0n 27.6o        |
| 7 feb. 2464  | 21:17:16   | ringvormig   | centraal                       | 138      | 0.9941      | 0m 31s        | 45.7n 146.4w       |
| 3 aug. 2464  | 14:43:00   | ringvormig   | centraal                       | 143      | 0.9621      | 4m 32s        | 24.5z 41.3w        |
| 27 jan. 2465 | 11:03:49   | totaal       | centraal                       | 148      | 1.0435      | 4m 11s        | 8.3z 20.8o         |
| 23 juli 2465 | 15:54:48   | ringvormig   | centraal                       | 153      | 0.9482      | 6m 35s        | 25.0n 50.6w        |
| 17 jan. 2466 | 02:47:01   | totaal       | centraal                       | 158      | 1.0366      | 2m 48s        | 50.4z 150.3o       |
| 12 juli 2466 | 17:50:51   | ringvormig   | centraal                       | 163      | 0.9676      | 2m 18s        | 79.5n 65.8w        |
| 6 jan. 2467  | 15:46:09   | gedeeltelijk |                                | 168      | 0.5934      | -             | 67.6z 126.4o       |
| 2 juni 2467  | 17:48:24   | gedeeltelijk |                                | 135      | 0.9315      | -             | 64.5z 50.8w        |
| 27 nov. 2467 | 04:10:21   | ringvormig   | niet centraal geen noorddgrens | 140      | 0.9434      | -             | 63.7n 158.3o       |
| 22 mei 2468  | 10:15:11   | totaal       | centraal                       | 145      | 1.0744      | 6m 41s        | 4.2n 36.0o         |
| 15 nov. 2468 | 03:28:23   | ringvormig   | centraal                       | 150      | 0.9304      | 8m 59s        | 1.5z 135.7o        |
| 12 mei 2469  | 02:39:07   | totaal       | centraal                       | 155      | 1.0466      | 3m 36s        | 42.6n 132.9o       |
| 4 nov. 2469  | 06:55:37   | ringvormig   | centraal                       | 160      | 0.9750      | 2m 19s        | 37.5z 65.7o        |
| 1 mei 2470   | 14:25:40   | gedeeltelijk |                                | 165      | 0.5638      | -             | 62.3n 152.9w       |
| 25 sep. 2470 | 08:39:57   | gedeeltelijk | laatste eclips Sarosserie      | 132      | 0.0365      | -             | 61.3n 141.4o       |
| 24 okt. 2470 | 17:49:29   | gedeeltelijk |                                | 170      | 0.8298      | -             | 61.7z 160.9o       |

### Legenda
| Kolomhoofd         | Uitleg                                                                                                |
| ------------------ | --- |
| Datum              | Datum op het moment van het maximum van de eclips                                                     |
| UTC op Max         | Tijd in UTC op het moment van het maximum van de eclips                                               |
| Type               | Type van de eclips                                                                                    |
| Stijl              | Binnen een type zijn verschillende stijlen mogelijk                                                   |
| Sarosnr            | Het nr van de sarosreeks waartoe de eclips behoort                                                    |
| Magnitude          | Percentage van verduistering van de middellijn van de zon op het moment van het maximum van de eclips |
| Lengte op Max      | Tijdsduur van de eclips op de plek met het maximum                                                    |
| Coördinaten op Max | Coördinaten op het moment van het maximum van de eclips                                               |